# マルクス・フルウィウス・フラックス (紀元前264年の執政官)
マルクス・フルウィウス・フラックス（ラテン語: Marcus Fulvius Flaccus）は共和政ローマ中期の政治家・将軍で、紀元前264年の執政官である。ティトゥス・リウィウスは、プラエノーメン（個人名）はクイントゥスであるとしている。

## 経歴

### 初期のキャリア
紀元前270年には護民官を務め、更にマニウス・クリウス・デンタトゥスが死去すると水道二人官として旧アニオ水道建設事業を受け継ぎ完成させた。

### コンスルシップ
紀元前264年に執政官に選出されると、前年の執政官であるクィントゥス・ファビウス・マクシムス・グルゲスが開始したウォルシニ(現在のボルセーナ)包囲戦を完了させた。ゲルゲスは包囲戦中の負傷が元となって死亡し、補充執政官のプブリウス・デキウス・ムスが引き継いでいた。ウォルシニの陥落後、フルウィウス・フラックスは都市を略奪した後に破壊するよう命令し、住民は移住させた。ローマの凱旋式記録には、紀元前264年11月1日に、フルウィウス・フラックスが凱旋式を挙行したことが記されている。
1960年代になって、ローマのサン・オモボノ教会から彼の「ドナリウム」（神殿の奉納品保管庫）が発見された。モニュメントの上部には多くの傷があり、彼がウォルシニからローマへ運んだ多くの像が確認された。ウォルシニはローマが最後に陥落させたエトルリア都市であった。

### その後
紀元前246年、ティベリウス・コルンカニウスが独裁官となると、その副官に指名されている。

## 一族
フルウィウス・フラックスはフルウィウス氏族のフラックス家の創始者であると考えられている。紀元前237年から幾度も執政官を務めたクィントゥス・フルウィウス・フラックスは恐らく彼の息子である。